# Ева Новак-Герард
Ева Новак-Герард (угор. Éva Novák-Gerard, 8 січня 1930 — 30 червня 2005) — угорська плавчиня.
Олімпійська чемпіонка 1952 року, призерка 1948 року.